# Избыточный туризм

Толпы туристов в Венеции

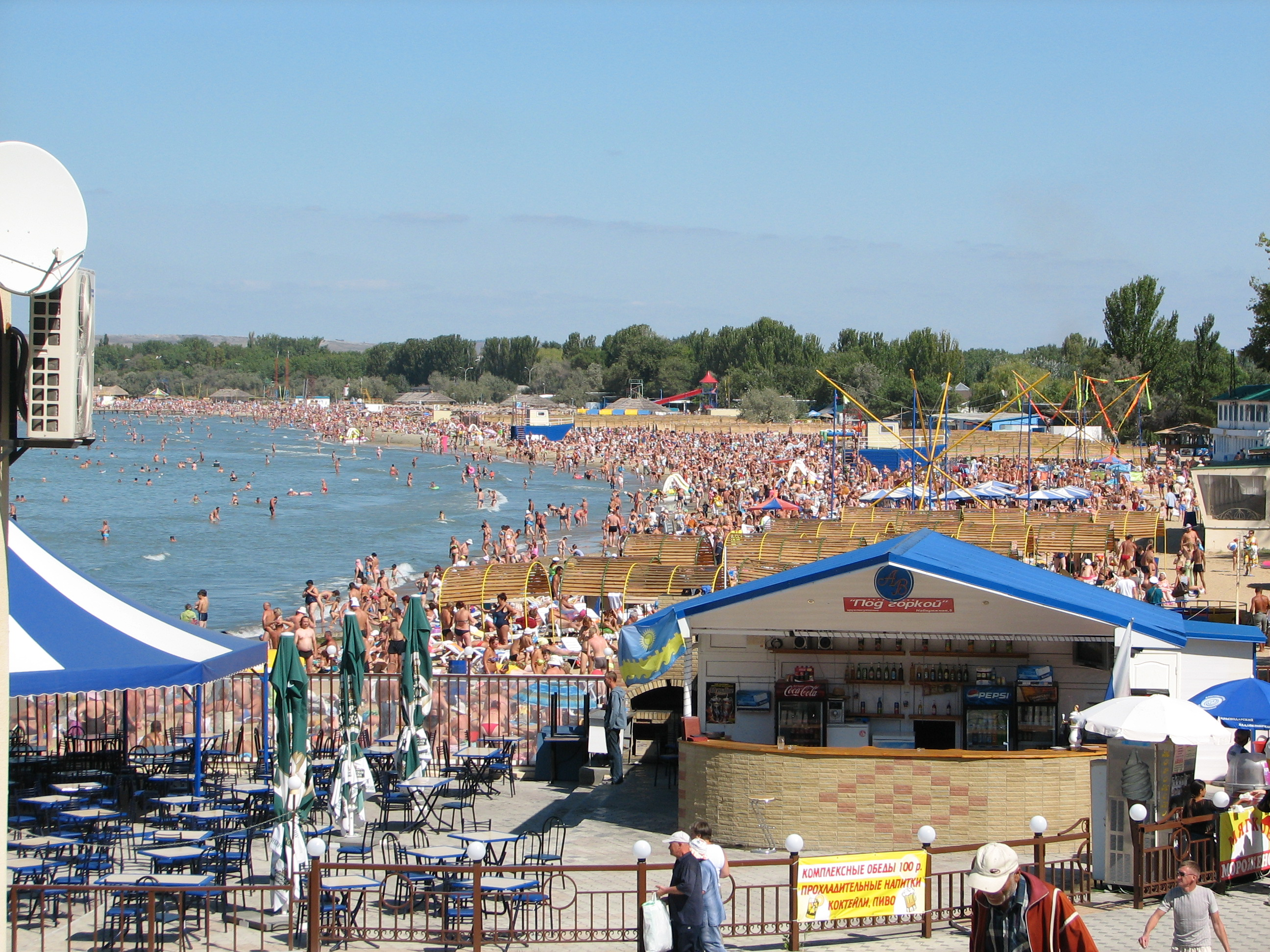
Переполненный пляж в Анапе

Избыточный туризм (англ. overtourism) — ситуация, когда поток туристов превышает возможности туристического объекта. Избыточный туризм создаёт проблемы для местных жителей и вредит окружающей среде. Точно неизвестно, когда этот термин появился впервые, однако уже в 2001 году австралийская журналистка Фрея Питерсен употребила его в статье для газеты Sydney Morning Herald, рассказывая о неудобствах, вызванных перегружённостью туристами Помпей.

## Примеры
Примеры избыточного туризма можно встретить в разных странах. Так, компания Statista составила рейтинг европейских городов, страдающих от туризма больше всего. При этом были учтены такие показатели, как число туристов, прибывающих в город самолётом, число доступных мест для ночёвки на квадратный километр, соотношение количества туристов в пиковый сезон и количества местных жителей, а также мнение жителей каждого города, как они относятся к туристам и не чувствуют ли дискомфорта из-за них. Данный рейтинг возглавили Барселона, Амстердам и Венеция.
Типичным примером негативного влияния избыточного туризма является Венеция. Приток туристов привёл к значительному росту цен на жильё, что сделало Венецию самым дорогим городом Италии. В Венеции через Airbnb сдаётся восемь тысяч квартир — больше, чем где-либо в Италии, на душу населения, что приводит к нехватке жилья для постоянного проживания. Многие продуктовые магазины в Венеции стали сувенирными лавками. Вапоретто (речные трамваи, которые в Венеции служат общественным транспортом) переполняются туристами, что мешает местным жителям. Из-за этого местные жители стали покидать город. К настоящему времени в центре Венеции живут лишь около 50 тысяч человек, тогда как в 1950-х годах там жили 175 тысяч человек. К 2012 году в Венецианскую лагуну прибывало до 300 круизных судов в год. Волны, поднимаемые этими судами, приводили к эрозии фундамента зданий.
В Барселоне из-за сдачи квартир в аренду туристам с 2015 по 2020 год арендная плата возросла на 50%. В Барселоне в августе 2017 года участники левого молодёжного движения Arran напали на туристический автобус, а также расписали стены города лозунгами «Туристы, убирайтесь домой!» 6 июля 2024 года 2800 человек прошли по улицам Барселоны с плакатами, направленными против туристов, а некоторые демонстранты даже обстреляли из водяных пистолетов посетителей уличных кафе, которых посчитали туристами.
В Амстердаме цветочный рынок на воде (пришвартованные у берега канала баржи, где продавали семена и луковицы цветов, букеты и цветы в горшках) был одной из главных достопримечательностей города. Однако к 2019 году он закрылся из-за того, что потенциальные клиенты, видя переполненную туристами улицу, не шли покупать цветы.
Чрезмерный туризм отражается и на состоянии окружающей среды, особенно на небольших островах. Так, около таиландских островов Пхипхи, Ко Кхай Нок, Ко Кхай Нуи, Ко Тачай и Ко Каи Най из-за якорей и пловцов было уничтожено 80% коралловых рифов, стали погибать морские обитатели. От избытка туристов также страдают индонезийский остров Комодо и филиппинский остров Боракай.

## Методы борьбы с избыточным туризмом
В июне 2024 года мэр Барселоны Жауме Кольбони пообещал до ноября 2028 года аннулировать более 10 тысяч действующих лицензий на сдачу квартир туристам, что фактически ликвидирует рынок краткосрочной аренды жилья, так как в настоящее время такие лицензии больше не выдаются. В Амстердаме запретили открытие новых магазинов, ориентированных исключительно на туристов, а также открытие новых отелей, пока у существующих не закончатся лицензии. Во Флоренции запретили Airbnb и краткосрочную аренду жилья в историческом центре. В Амстердаме было принято решение удалить круизный порт от центра города, а популярная у любителей селфи буквенная скульптура «I Amsterdam» перед Рейксмузеем была убрана в 2018 году.
В Венеции с 2021 года начал действовать запрет для прохода судов водоизмещением более 96 тысяч тонн через канал Джудекка в Венецианской лагуне.
В 2019 году в перуанском Мачу-Пикчу были введены временные интервалы для посещения: каждый сеанс длится только четыре часа, провести весь день в городе туристы не могут.
На японском острове Ириомоте в префектуре Окинава количество туристов было ограничено до 1200 человек в день, чтобы защитить окружающую среду и исчезающий вид местной дикой кошки.
Некоторые объекты полностью закрывают для туристов. Так, в 1963 году Андре Мальро, министр по делам культуры Франции, принял решение запретить доступ для широкой публики в пещеру Ласко в связи с угрозой сохранности древних росписей, а через 20 лет, в 1983 году, специально созданная копия пещеры под названием «Ласко II» была открыта для туризма взамен оригинальной. В 2019 году был закрыт для туристов исландский каньон Фьядрарглюфур, где туристы вытоптали много растительности. Пляж на таиландском острове Пхи-Пхи-Лей для восстановления экосистемы был закрыт с 2018 года по 2021 год, а затем время его посещения ограничили одним часом.